# Эммонс, Уильям Харви
Уильям Харви Эммонс (англ. William Harvey Emmons; 1 февраля 1876, Мексико, Миссури, США — 5 ноября 1948, Миннеаполис, Миннесота, США) — американский геолог.

## Биография
Родился Уильям Харви Эммонс 1 февраля 1876 года в Мексико.
В 1904 году окончил Чикагский университет, с 1907 года работал там преподавателем, с 1909 года — профессором. В 1911—1944 годах работал профессором Миннесотского университета, руководителем геологической службы штата.
Умер 5 ноября 1948 года в возрасте 72 лет в Миннеаполисе. Похоронен на кладбище «Sunset Memorial Park».

## Семья
- Отец — Сент-Клер Пейтон Эммонс (1847—1938)
- Жена — Вирджиния Клойд Эммонс (1886—1979)